# Brusselse wandtapijten naar Jheronimus Bosch
Brusselse wandtapijten naar Jheronimus Bosch is een vijfdelige reeks Brusselse wandtapijten naar schilderijen of motieven van Jheronimus Bosch. Drie versies zijn gedocumenteerd, waarvan er één grotendeels is bewaard in een vierdelige set in San Lorenzo de El Escorial bij Madrid. De creatie van deze set wordt gesitueerd in de periode 1550-1570, maar gaat terug op kartons die tot stand kwamen omstreeks 1534-1542. 

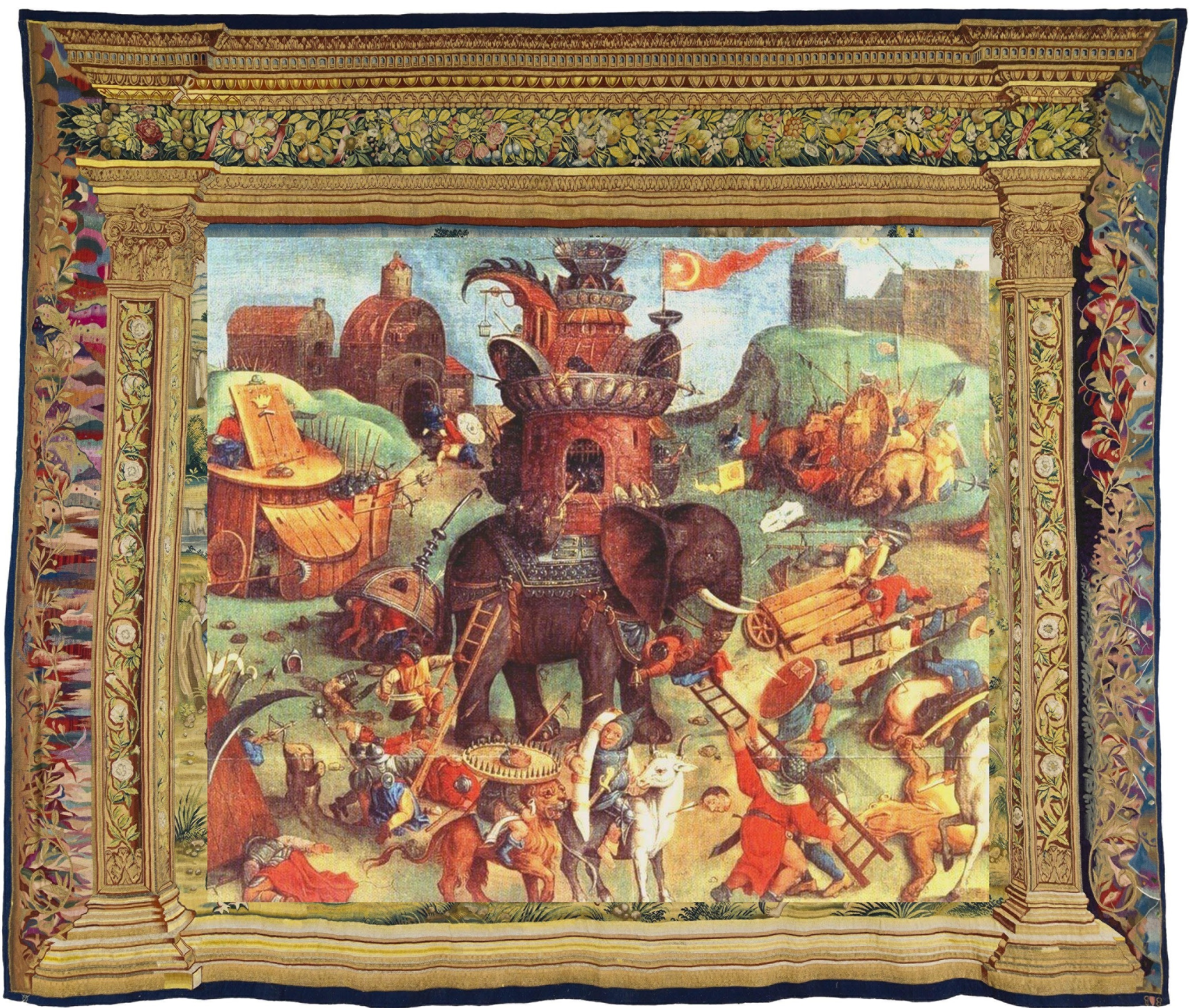
Reconstructie van De strijdolifant
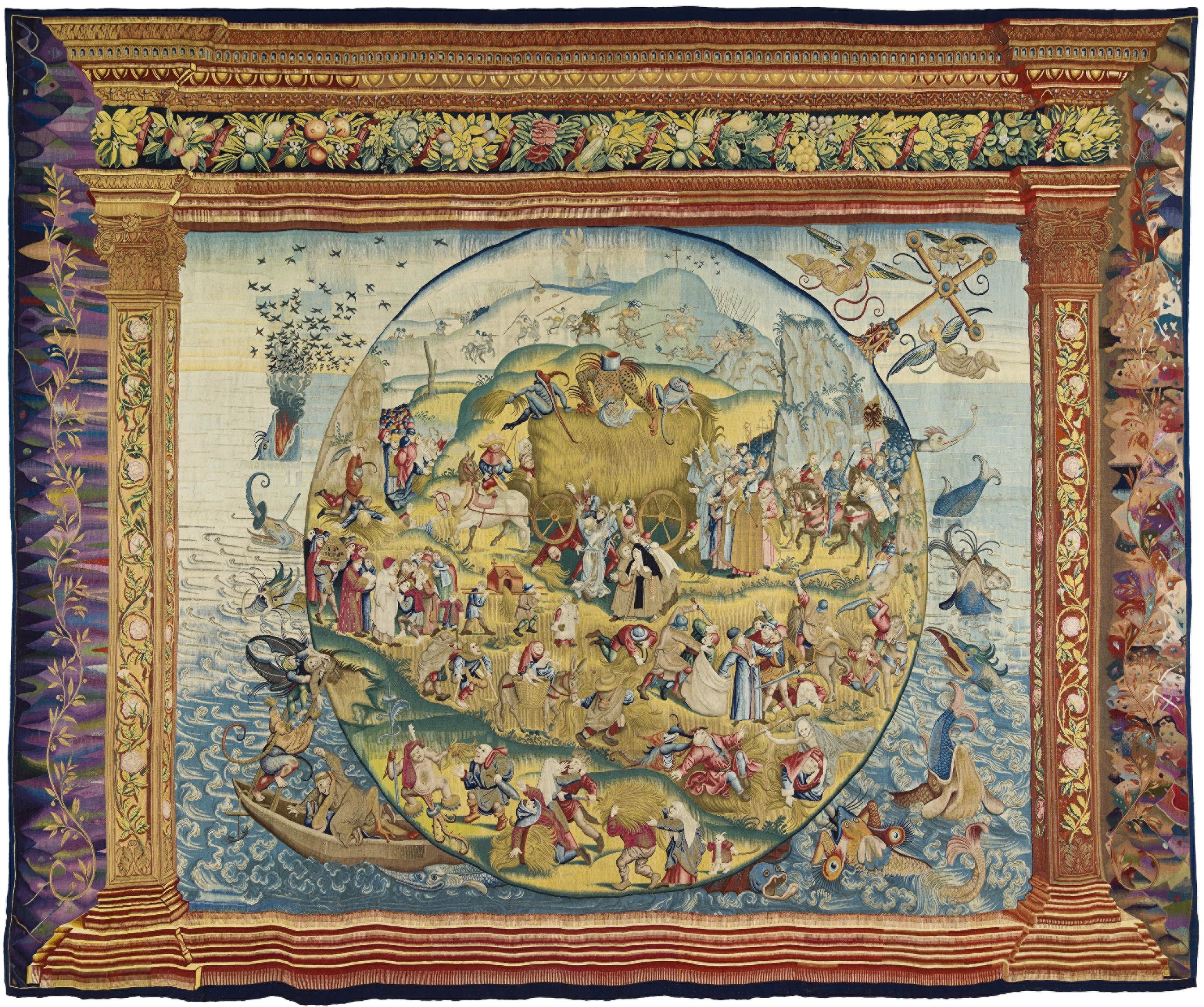
De hooiwagen
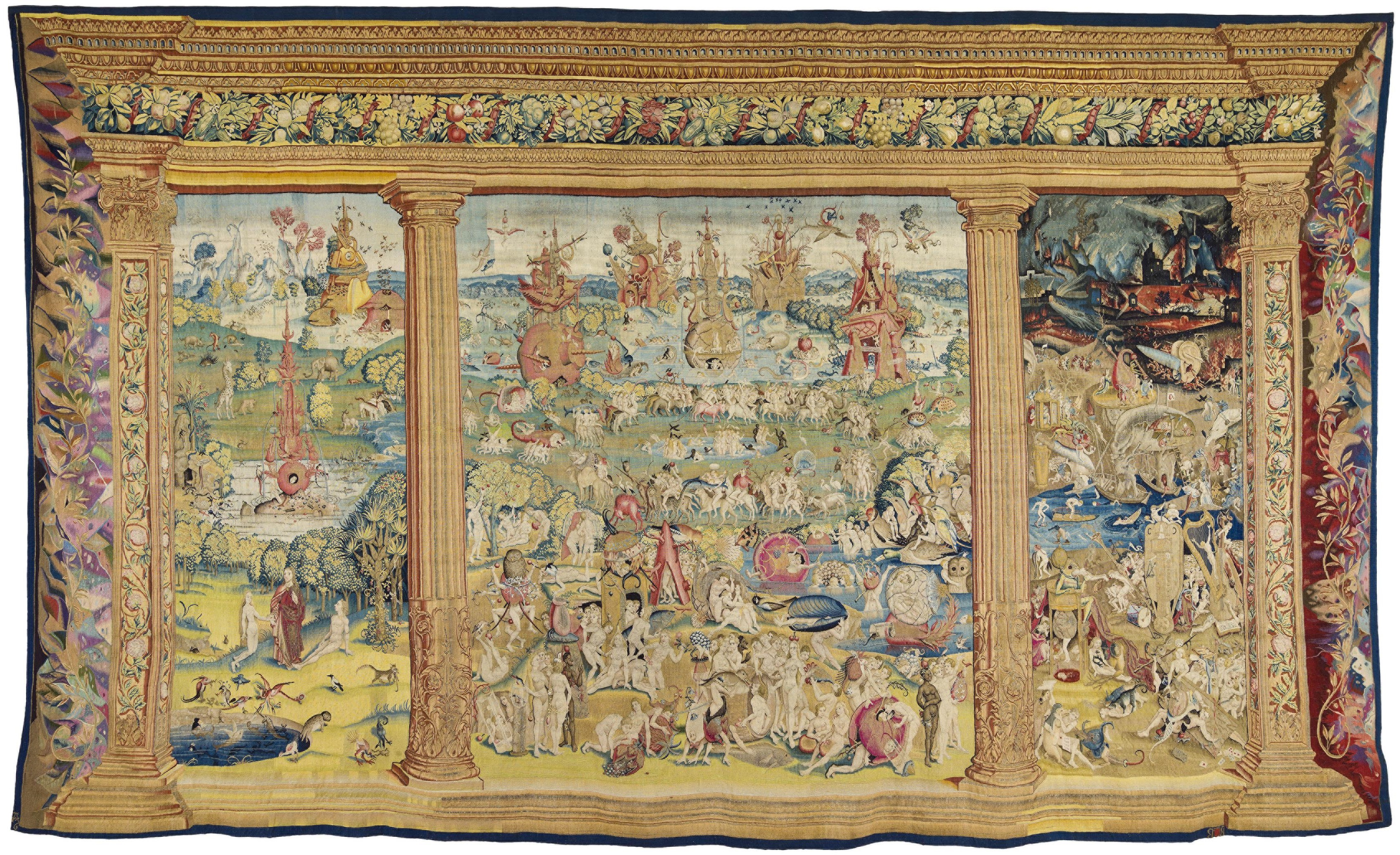
Tuin der lusten
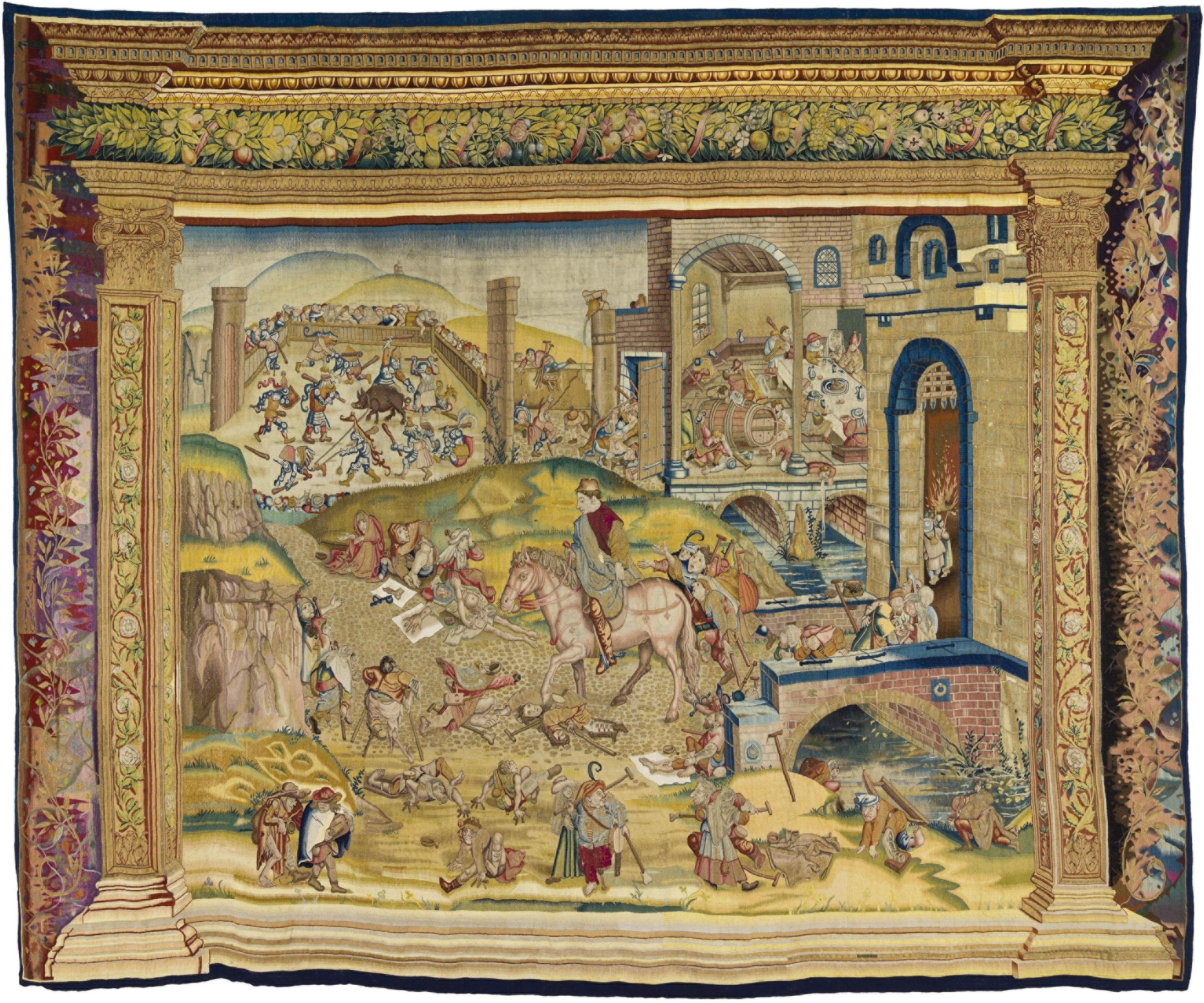
Heilige die de stad verlaat
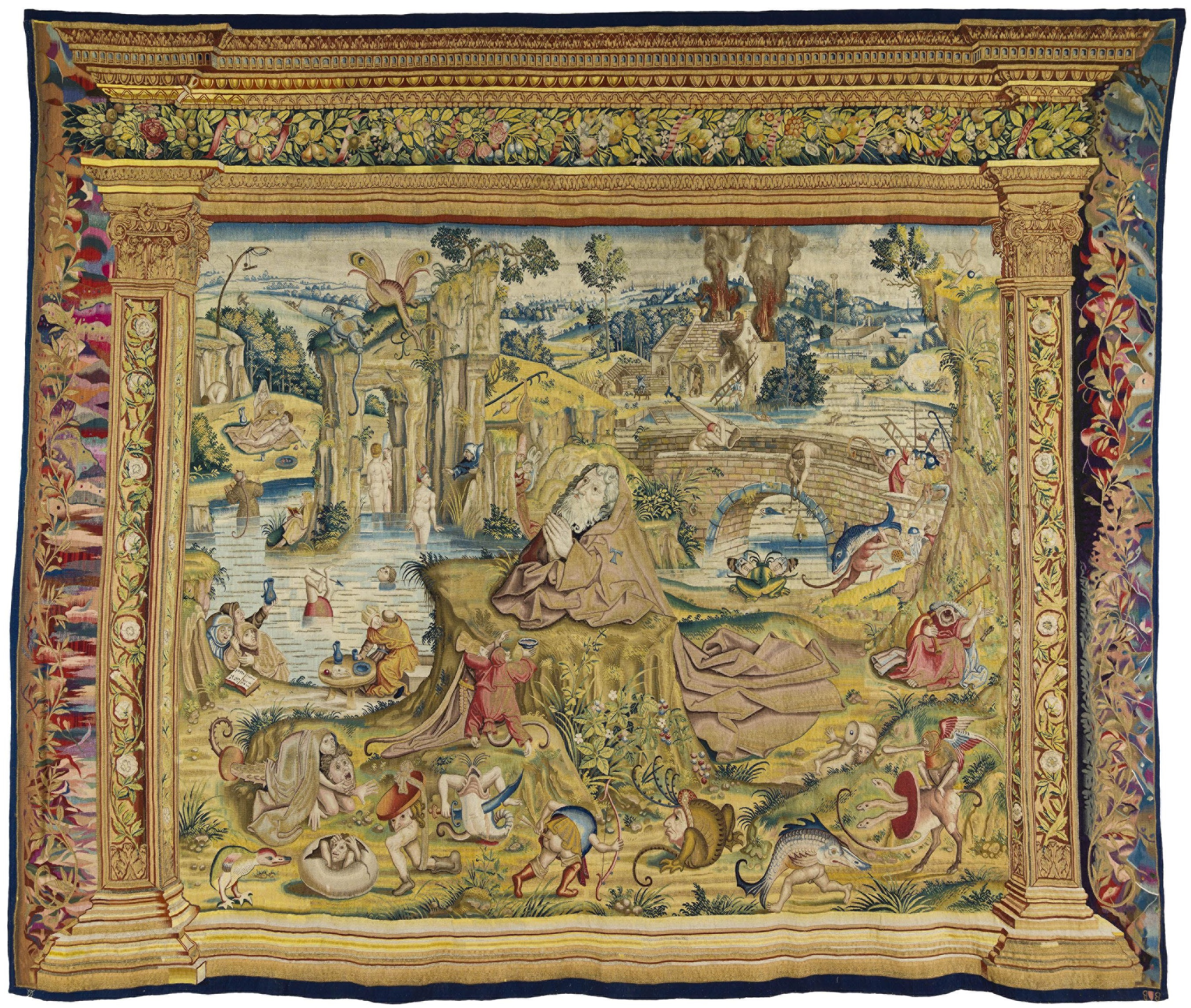
Verzoeking van de heilige Antonius

## Geschiedenis
Koning Frans I van Frankrijk kocht in de jaren 1534-1538 bij een agent in Brussel verschillende tapijtreeksen, waaronder een Schepping van de wereld die wellicht te vereenzelvigen valt met de Boschreeks. In elk geval is deze deel per deel omschreven in een koninklijke inventaris uit 1542. Kardinaal Granvelle liet een repliek maken van de serie, die ten laatste in 1560 in zijn bezit was in Brussel, waarschijnlijk in zijn Granvellepaleis. Lang kon hij er niet van genieten, want in 1564 moest hij de stad verlaten. De nieuwe sterke man Alva liet in 1566-1567 een eigen versie maken op basis van de tapijten van Granvelle, waarna de kardinaal zijn eigendom in veiligheid wist te brengen naar Mechelen.
De Franse serie is waarschijnlijk in 1797 vernietigd door revolutionairen die de kostbare materialen wilden recupereren. De in Spanje bewaarde tapijten zijn dus deze van Granvelle of van Alva. Het is niet duidelijk wanneer het tapijt met de olifant verloren is gegaan.

## Beschrijving
Het ensemble is bijna drie meter hoog en zestien meter lang. De kostbare materialen (goud- en zilverdraad, zijde) getuigen van de rijkdom van de opdrachtgever. De reeks is ingebed in een homogeen italianiserend decor van guirlandes en klassieke architectuur met Dorische pilasters, wat enigszins contrasteert met de bosschiaanse taferelen.

### De hooiwagen
Dit tapijt is een adaptatie van de centrale scène uit het Hooiwagen-drieluik van Bosch. Het tafereel is geïntegreerd in een doorzichtige rijksappel, waarbuiten zich aquatische hellemonsters bevinden. In het Louvre bevindt zich een gelijkaardig schilderij, dat mogelijk gemaakt is naar hetzelfde karton, want het is gespiegeld tegenover het tapijt en de stijl is jonger.

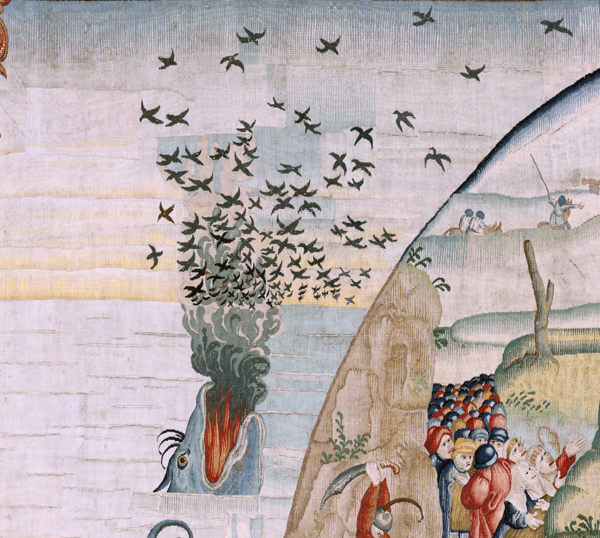
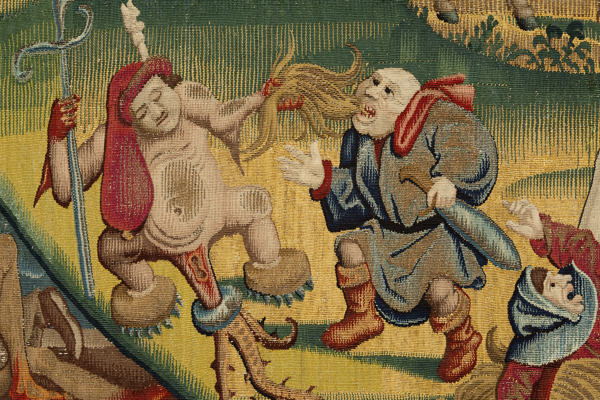
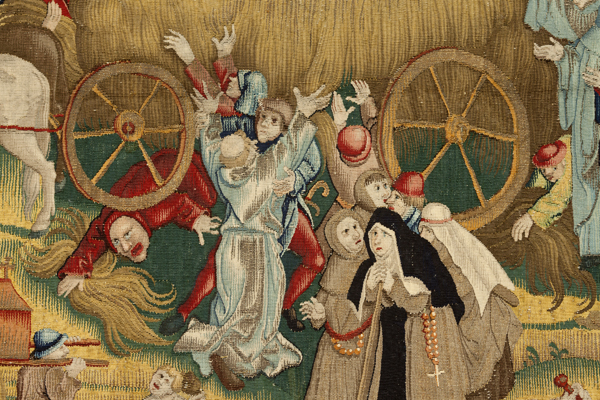
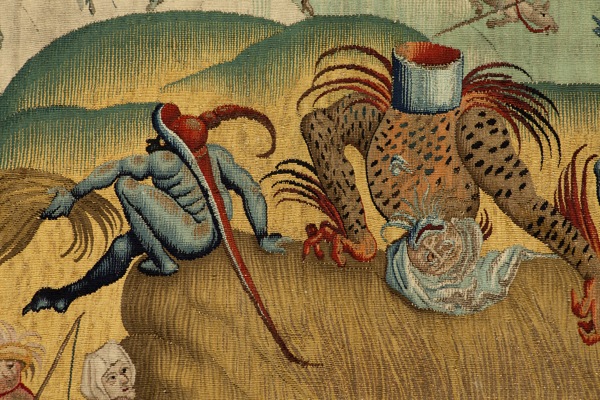
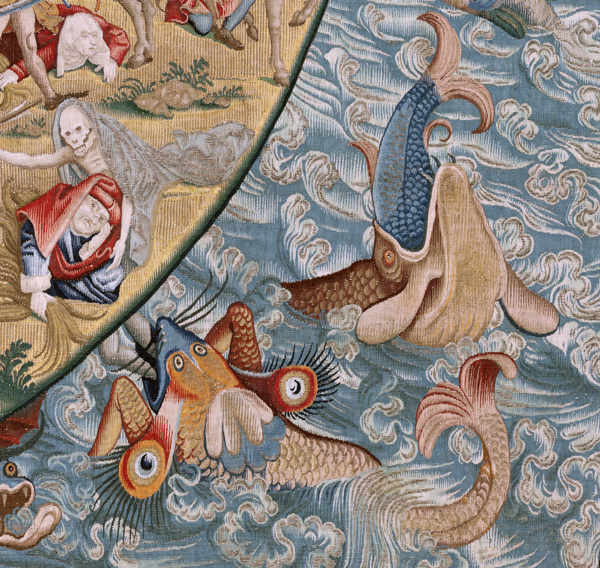

### De tuin der lusten
De drie binnenluiken van het beroemde triptiek van Bosch (ca. 1495-1505) zijn vrij getrouw nagevolgd in dit tapijt, dat het grootste is van de reeks (492 cm breed). De volgorde Aards paradijs - Tuin der lusten - Hel is dezelfde, maar binnen elk luik heeft de kartonschilder die het triptiek in het Paleis van Nassau kopieerde geen compenserende spiegeling verricht.

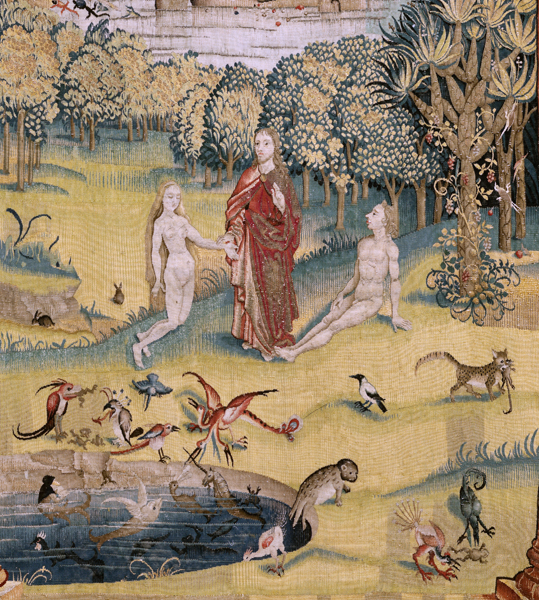
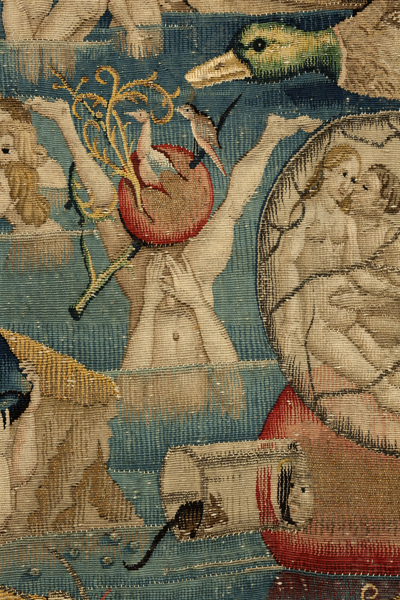
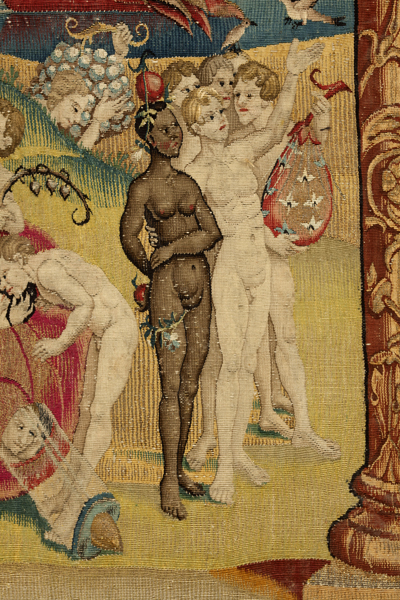
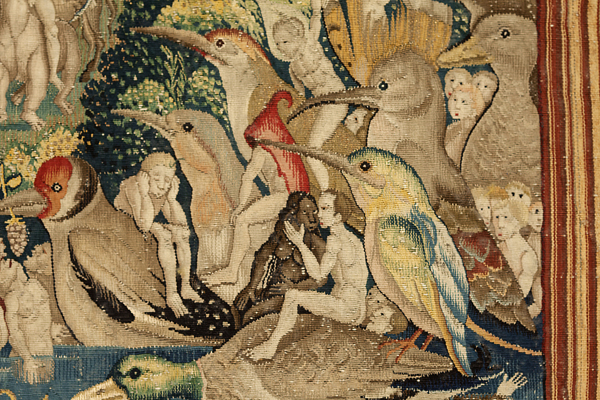
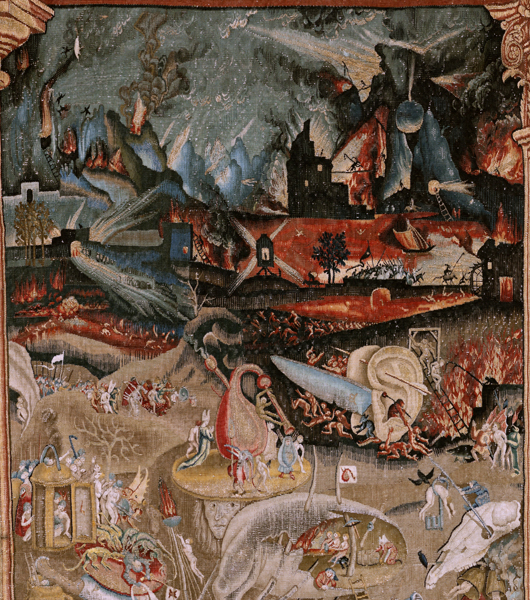

### Heilige die de stad verlaat
Op dit tapijt is een heilige te paard te zien die een versterkte stad uitrijdt, belaagd door bedelaars en verminkten. In de Franse inventaris wordt aangegeven dat het om Sint-Maarten gaat, terwijl de Spaanse documenten hebben het over Antonius die zich terugtrekt als kluizenaar nadat hij zijn erfdeel heeft verdeeld onder de armen. De compositie is niet bekend van Bosch, maar verschillende motieven zijn aan hem ontleend, waaronder de bedelaars die hun geamputeerde leden op een doek presenteren en de geharnaste blinden die een everzwijn mogen proberen neer te knuppelen.

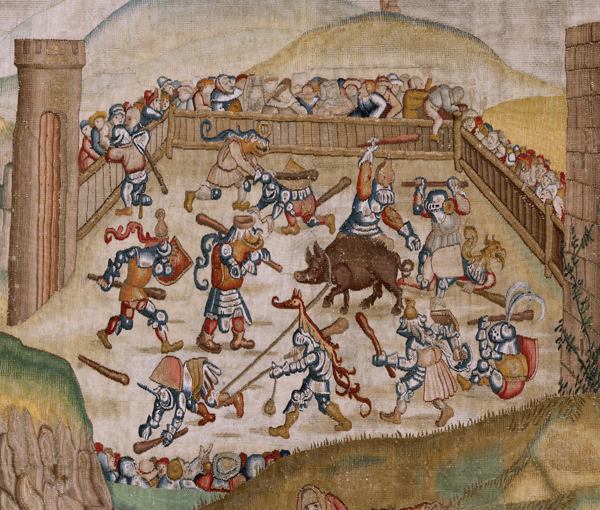
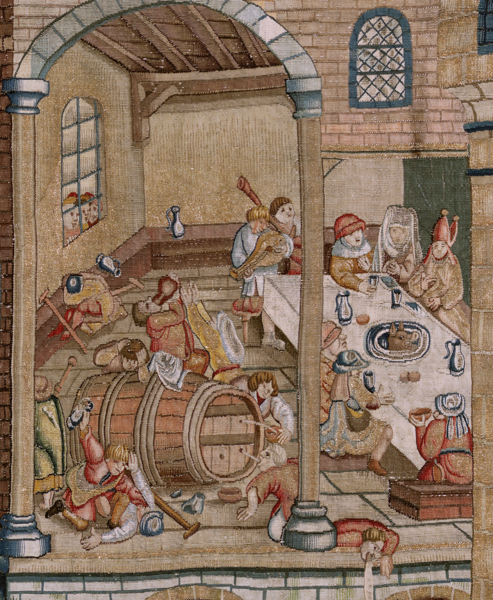
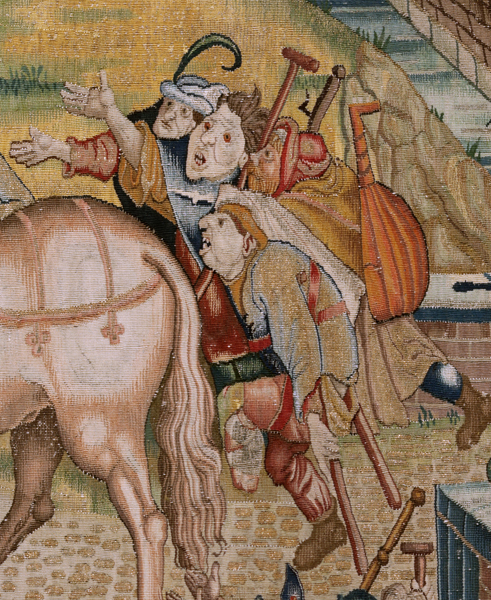
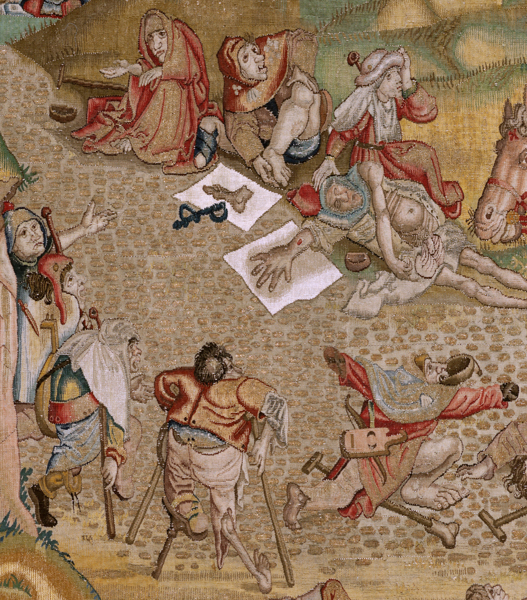
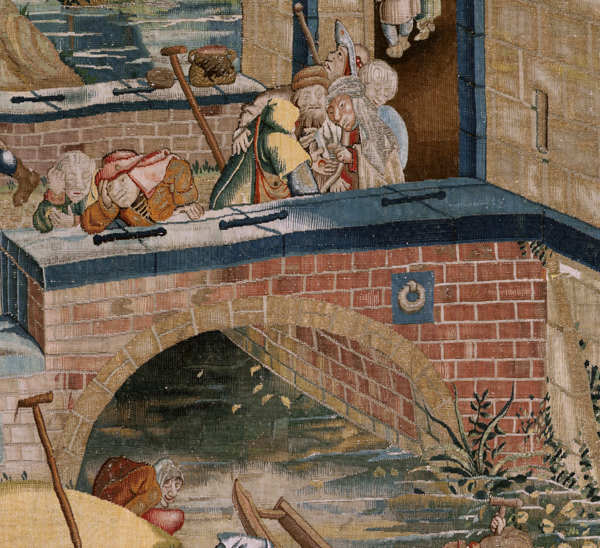

### De verzoeking van de heilige Antonius
Hoewel Bosch de verzoeking van Antonius heeft afgebeeld op paneel en in prent, is dit tapijt niet direct geïnspireerd op een van hem bekend werk. De kluizenaar is in gebed, omringd door duivelse bekoringen.

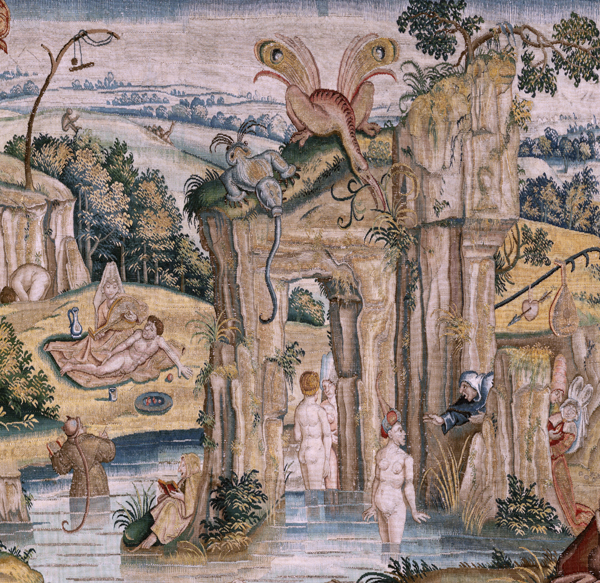
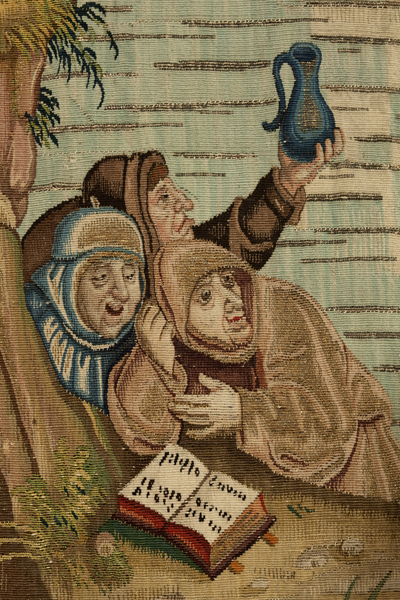
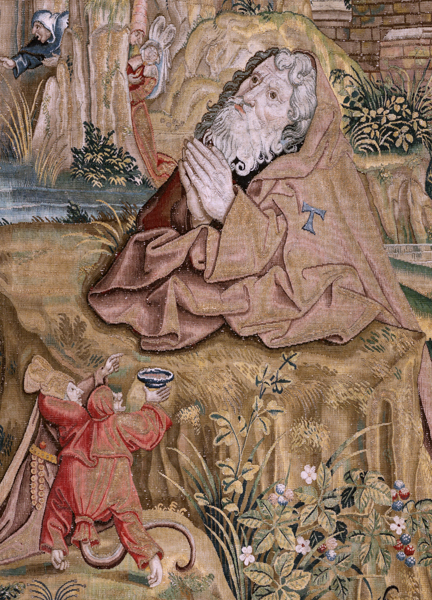
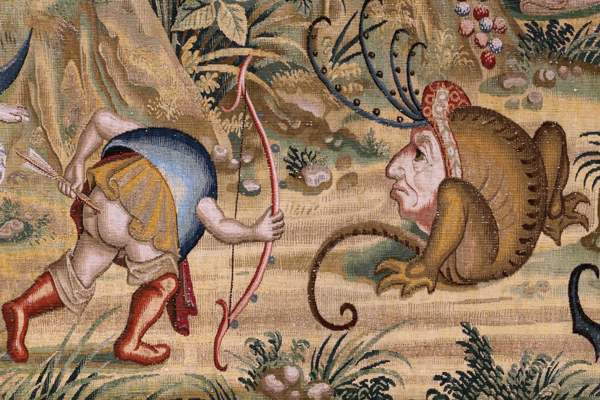
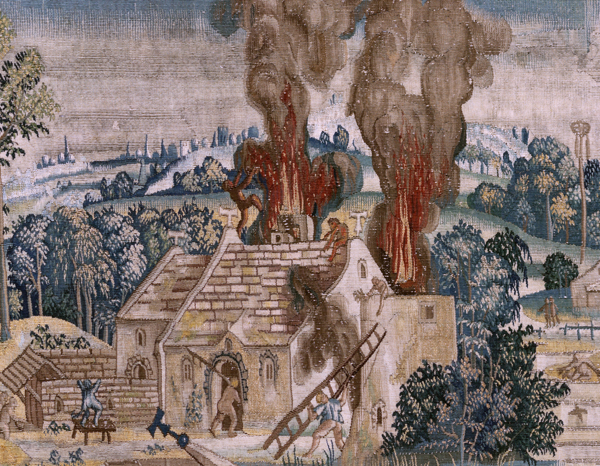